# Genova Sinus
Il Genova Sinus è un'ampia baia che si apre sul Kraken Mare e che si trova al termine di una lunga serie di canali che collegano il Kraken con il Punga Mare. Questi bacini sono composti da idrocarburi allo stato liquido e si trovano sulla superficie di Titano.